# Jerauld megye
Jerauld megye az Amerikai Egyesült Államokban, azon belül Dél-Dakota államban található. Megyeszékhelye és legnagyobb városa Wessington Springs. Lakosainak száma 1663 fő (2020. április 1.). Jerauld megye Beadle, Sanborn, Aurora, Brule, Buffalo és Hand megyékkel határos.

## Népesség
A megye népességének változása:
| Lakosok száma | 2084 | 2064 | 2043 | 2066 | 1997 | 1663 |
|               | 2010 | 2011 | 2012 | 2013 | 2015 | 2020 |